# Тимоксен
Тимоксен (др.-греч. Τιμοξενος) — древнегреческий военачальник и политический деятель, трижды занимавший должность стратега Ахейского союза (226—225, 224—223 и 221—220 годах до н. э.).
Принимал участие в Клеоменовой войне, став стратегом вместо разбитого спартанцами Гипербата. Своевременная помощь Тимоксена восставшему против Клеомена Аргосу в 224 году до н. э. вынудила спартанцев отступить от Истма и открыла дорогу македонянам на Пелопоннес. Ввиду противодействия Апеллеса, советника Филиппа V, не был избран стратегом на выборах 218—217 годов до н. э., и стратегом стал Эперат.